# Lo Cartagena
Lo Cartagena es una localidad chilena perteneciente a la comuna de Rengo, provincia de Cachapoal, en la región de O'Higgins. Está situada a 3 km al norte de la ciudad de Rengo, y contaba con una población de 542 habitantes en 2017.
La localidad presenta un uso de suelo de carácter agrícola, dada su colindancia con el Río Claro de Rengo, el cual corresponde a la principal fuente de agua.
Además, es posible identificar áreas de uso industrial cercanos a la Ruta 5, específicamente de carácter frutícola y vitivinícola.

## Transportes
El principal transporte interurbano de la localidad está compuesto por recorridos de taxis colectivos y microbuses con destinos principalmente hacia Rengo.

## Servicios
En la localidad existe un colegio de carácter municipal, el Colegio Lo Cartagena, y una posta rural.